# Moluccomolgus lordus
Genre
Espèce
Moluccomolgus lordus, unique représentant du genre Moluccomolgus, est une espèce de copépodes de la famille des Rhynchomolgidae.

## Distribution
Cette espèce est endémique des Moluques en Indonésie. Elle se rencontre dans la mer de Seram.
Ce copépode est associée au scléractiniaire Gardineroseris planulata.

## Publication originale
- Humes, 1992 : Copepods (Poecilostomatoida: Lichomolgidae) associated with the scleractinian coral Gardineroseris planulata in the Moluccas. Invertebrate Taxonomy, vol. 6, no 2, p. 303-335.